# Арджайл (Міннесота)
Арджайл (англ. Argyle) — місто (англ. city) в США, в окрузі Маршалл штату Міннесота. Населення — 544 особи (2020).

## Географія
Арджайл розташований за координатами 48°19′58″ пн. ш. 96°48′58″ зх. д. / 48.33278° пн. ш. 96.81611° зх. д. (48.332882, -96.816211).  За даними Бюро перепису населення США в 2010 році місто мало площу 2,58 км², уся площа — суходіл. В 2017 році площа становила 3,91 км², уся площа — суходіл.

## Демографія
Згідно з переписом 2010 року, у місті мешкало 639 осіб у 261 домогосподарстві у складі 175 родин. Густота населення становила 248 осіб/км².  Було 282 помешкання (109/км²).
Расовий склад населення:
| - 96,7 % — білих - 0,3 % — корінних американців - 2,2 % — осіб інших рас |

До двох чи більше рас належало 0,8 %. Частка іспаномовних становила 2,7 % від усіх жителів.
За віковим діапазоном населення розподілялося таким чином: 26,3 % — особи молодші 18 років, 54,0 % — особи у віці 18—64 років, 19,7 % — особи у віці 65 років та старші. Медіана віку мешканця становила 42,3 року. На 100 осіб жіночої статі у місті припадало 91,3 чоловіків;  на 100 жінок у віці від 18 років та старших — 89,9 чоловіків також старших 18 років.
Середній дохід на одне домашнє господарство  становив 65 664 долари США (медіана — 48 750), а середній дохід на одну сім'ю — 79 993 долари (медіана — 64 583). Медіана доходів становила 52 045 доларів для чоловіків та 32 188 доларів для жінок. За межею бідності перебувало 10,4 % осіб, у тому числі 17,9 % дітей у віці до 18 років та 16,4 % осіб у віці 65 років та старших.
Цивільне працевлаштоване населення становило 276 осіб. Основні галузі зайнятості: освіта, охорона здоров'я та соціальна допомога — 28,6 %, сільське господарство, лісництво, риболовля — 14,5 %, мистецтво, розваги та відпочинок — 13,8 %.